# Tiaris
Tiaris är ett fågelsläkte i familjen tangaror inom ordningen tättingar. Släktet omfattar traditionellt fem arter som förekommer från östra Mexiko till nordvästra Argentina samt i Västindien:
- Kubagräsfink (T. canorus)
- Gulstrupig gräsfink (T. olivaceus)
- Brun gräsfink (T. obscurus)
- Svart gräsfink (T. fuliginosus)
- Skiffergräsfink (T. bicolor)

DNA-studier visar att dock arterna i släktet inte är varandras närmaste släktingar, utan är parafyletiskt i förhållande till andra karibiska släkten som Melopyrrha, Loxipasser och Melanospiza. De flesta taxonomiska auktoriteter har följt dessa resultat, vilket innebär att endast gulstrupig gräsfink återstår i släktet, medan skiffergräsfinken gör sällskap med saintluciagräsfinken i Melanospiza och övriga bryts ut i egna släkten, kubagräsfinken i Phonipara och artparet brun och svart gräsfink i Asemospiza.